# Черничево (Пловдивская область)
Черничево (болг. Черничево) — село в Болгарии. Находится в Пловдивской области, входит в общину Хисаря. Население составляет 401 человек.

## Политическая ситуация
В местном кметстве Черничево, в состав которого входит Черничево, должность кмета (старосты) исполняет Богдан Иванов Иванов (Болгарская социалистическая партия (БСП)) по результатам выборов правления кметства.
Кмет (мэр) общины Хисаря — Георги Николов Пирянков (инициативный комитет) по результатам выборов в правление общины.